# Alfold F.C.
Câu lạc bộ bóng đá Alfold là một câu lạc bộ bóng đá có trụ sở tại Alfold, Surrey, Anh. Đội hiện là thành viên của Southern Combination Division One và chơi tại Recreation Ground.

## Lịch sử
Câu lạc bộ được thành lập vào năm 1920 với tên Loxwood và Alfold và tham gia Rudgwick & District League. Câu lạc bộ tách ra vào năm 1928 và Alfold tham gia giải đấu Cranleigh & District, trước khi trở thành thành viên của Horsham & District League. Họ đã giành được chức vô địch, League Cup và District Cup vào mùa giải 1953-54. Khi giải đấu kết thúc vào cuối những năm 1960, câu lạc bộ chuyển sang West Sussex League. Đội đã giành được Tony Kopp Cup mùa giải 1970-71 và vô địch Division Two North 1980-81 và 1993-94, đồng thời vô địch Surrey County Lower Junior Cup năm 1988. Câu lạc bộ đã giành chức vô địch Premier Division mùa giải 2002-03 và Chichester Charity Cup mùa giải 2010-11.
Alfold là Á quân của Division Two mùa giải 2012-13, được thăng hạng lên Division One. Năm 2015, họ chuyển đến Division Two của Southern Combination. Vị trí thứ tư trong mùa giải 2017-18 là đủ để giành quyền thăng hạng lên Division One. Mùa giải tiếp theo câu lạc bộ đã giành được chức vô địch Division One, dẫn đến việc thăng hạng lên Premier Division.

## Sân vận động
Câu lạc bộ thi đấu tại Recreation Ground ở Dunsfold Road, Alfold. Một khán đài 50 chỗ ngồi và đèn pha mới được lắp đặt vào năm 2018.

## Danh hiệu
- Southern Combination
  - Vô địch Division One 2018-19
- West Sussex League League
  - Vô địch Premier Division 2002-03
  - Vô địch Division Two North 1980-81, 1993-94
  - Vô địch Tony Kopp Cup 1970-71
  - Vô địch Chichester Charity Cup 2010-11
- Horsham & District League
  - Vô địch 1953-54
  - Vô địch League Cup 1953-54
  - Vô địch District Cup 1953-54
- Surrey County Lower Junior Cup
  - Vô địch 1977-1988